# 割増賃金

労働条件通知書

割増賃金（わりましちんぎん）とは、使用者が労働者に時間外労働（残業）・休日労働・深夜業を行わせた場合に支払わなければならない賃金である。労働基準法（昭和22年法律第49号）第37条等を根拠とする。
一般に時間外労働分については残業代（ざんぎょうだい）や時間外労働手当（じかんがいろうどうてあて）あるいは超過勤務手当（ちょうかきんむてあて）など、休日労働分については休日労働手当（きゅうじつろうどうてあて）など、深夜労働分については、深夜労働手当（しんやろうどうてあて）や夜勤手当（やきんてあて）などと言われる。
なお労働条件通知書においては、絶対的明示事項となっている。
- 労働基準法について、以下では条数のみ記す。

## 概説
| 休日                                                          | 休日                                                          | 労働日                                                                        | 労働日                                       | 労働日                                                 |
| ------------------------------------------------------------- | ------------------------------------------------------------- | ----------------------------------------------------------------------------- | -------------------------------------------- | ------------------------------------------------------ |
| 就業規則・労働契約等の定めにより 当初から労務提供義務のない日 | 就業規則・労働契約等の定めにより 当初から労務提供義務のない日 | 労働者が雇用契約に 従い労務に服する日                                         | 労働者が雇用契約に 従い労務に服する日        | 労働者が雇用契約に 従い労務に服する日                  |
| 所定休日（広義）                                              | 所定休日（広義）                                              |                                                                               | 代休                                         | 休暇                                                   |
| 法定休日                                                      | 法定外休日 所定休日（狭義）                                   | 休日労働の後に その代替として労働日の中から 日を指定して 労働者を休ませること | 労働日の中から 日を指定して 労働者が休むこと |                                                        |
| 原則:毎週1回（週休制） 例外:4週4日（変形休日制）              | 法定以上に 付与される休日                                     | 休日労働の後に その代替として労働日の中から 日を指定して 労働者を休ませること | 労働日の中から 日を指定して 労働者が休むこと |                                                        |
| 0時から24時までの 労働に対し休日 割増賃金の対象               | 法定労働時間を超えた 部分が時間外割増 賃金の支払い対象        | 法定労働時間を超えた 部分が時間外割増 賃金の支払い対象                        | 有給か無給（賃金控除） かは就業規則による    | 年次有給休暇は有給 （算出方法は就業規則 の定めによる） |

使用者が、第33条又は第36条第1項の規定により労働時間を延長し、又は休日に労働させた場合においては、その時間又はその日の労働については、通常の労働時間又は労働日の賃金の計算額の2割5分以上5割以下の範囲内でそれぞれ政令で定める率以上の率で計算した割増賃金を支払わなければならない（第37条1項）。この政令は、労働者の福祉、時間外又は休日の労働の動向その他の事情を考慮して定めるものとされ（第37条2項）、現在政令では、時間外労働は2割5分（25%）以上、休日労働は3割5分（35%）以上としている（労働基準法第37条第1項の時間外及び休日の割増賃金に係る率の最低限度を定める政令（平成12年6月7日政令第309号））。なお、休日労働とされる日に時間外労働という考えはなく、休日労働が深夜に及ばない限り、何時間労働しても休日労働としての割増賃金を支払えばよい（昭和22年11月21日基発366号、昭和33年2月13日基発90号）。
また、使用者が午後10時から午前5時まで（厚生労働大臣が必要であると認める場合においては、その定める地域または期間については午後11時から午前6時まで） の間に労働させた場合においては、通常の労働時間における賃金の計算額の2割5分以上（時間外労働が深夜に及ぶ場合は5割以上、休日労働が深夜に及ぶ場合は6割以上）の率で計算した割増賃金を支払わなければならない（第37条4項、施行規則第20条）。
平成22年4月施行改正法により、時間外労働が月間60時間超となった場合、時間外労働の割増率は5割（時間外労働が深夜に及ぶ場合は7割5分）となる（第37条1項但書）。なお以下の事業主（中小事業主。事業場単位ではなく企業単位）への適用は当面猶予され（第138条）、施行3年後に改正後の施行状況を勘案し、検討を加え、その結果に基づいて必要な措置を講じることとされ（附則第3条）、中小事業主への適用は2023年（平成35年）4月からの適用である。
- 小売業・・資本金5,000万円以下又は常時使用する労働者数50人以下
- サービス業・・資本金5,000万円以下又は常時使用する労働者数100人以下
- 卸売業・・資本金1億円以下又は常時使用する労働者数100人以下
- その他の業種・・資本金3億円以下又は常時使用する労働者数300人以下

第33条・第36条に定める手続を取らずに時間外・休日労働をさせたとしても、割増賃金の支払い義務は生じる（昭和63年3月14日基発150号、小島撚糸事件・最判昭和35年7月14日）。第37条は強行規定であるので、割増賃金を支払わない旨の労使合意は無効である（昭和24年1月10日基収68号）。
いわゆる管理監督者等の、第41条該当者については、時間外・休日労働の割増賃金を支払う必要はないが、深夜業の割増賃金は支払わなければならない（労働協約・就業規則等により深夜の割増賃金を含めて所定賃金が定められている場合を除く）（昭和23年10月14日基発1506号、ことぶき事件・最判平成21年12月28日）。この場合、当該深夜業に対する割増賃金の計算の基礎は、当該職種の労働者について定められた所定労働時間による（昭和22年12月15日基発502号）。派遣労働者については、派遣先の使用者に時間外労働をさせる権限があるかどうかにか関わらず、派遣先の使用者が派遣労働者に法定時間外労働をさせた場合は、派遣元の使用者に割増賃金の支払い義務が生じる（昭和61年6月6日基発333号）。

## 割増賃金の算定
- 時給制であれば、その時給の金額
- 日給制であれば、その日給を1日の所定労働時間（日によって所定労働時間数が異る場合には、1週間における1日平均所定労働時間数）で除した金額
- 週給制であれば、その週給を1週の所定労働時間（週によって所定労働時間数が異る場合には、4週間における1週平均所定労働時間数）で除した金額
- 月給制であれば、その月給を1月の所定労働時間数（月によって所定労働時間数が異る場合には、1年間における1月平均所定労働時間数）で除した金額
- 月、週以外の一定の期間によって定められた賃金については、前各号に準じて算定した金額
- 出来高払制その他の請負制によって定められた賃金については、その賃金算定期間（賃金締切日がある場合には、賃金締切期間、以下同じ）において出来高払制その他の請負制によって計算された賃金の総額を当該賃金算定期間における、総労働時間数で除した金額

が、割増賃金の算定に用いる時間給となる（施行規則第19条）。こうして求めた時間給に、時間数と所定の割増率を乗じて求めた額を支払わなければならない。
割増賃金の基礎となる賃金には、以下のものは算入しない（第37条5項、施行規則第21条）。これらは労働と直接的な関係が薄く、個人的事情に基づいて支払われる賃金であり、これらをすべて割増賃金の基礎にするとすれば、家族数、通勤距離等個人的事情に基づく手当の違いによって、それぞれに割増賃金に差が出てくることになるためである。これらは限定列挙であって、これにあてはまらない賃金は、労働に付帯するものとしてすべて計算の基礎に含まれる（例えば、危険な作業が時間外・休日に行われた場合における危険作業手当は、割増賃金の基礎となる賃金に算入しなければならない（昭和23年11月22日基発1681号））。またこれらに該当するか否かは、名称にとらわれず実質で判断しなければならない（昭和22年9月13日基発17号）。
1. 家族手当
  - 家族数にかかわらず一律に支給されるものは算入しなければならない（昭和22年11月5日基発231号）。
  - 扶養家族数又はこれを基礎とする家族手当額を基礎として算出した手当は、名称の如何を問わず家族手当として取り扱う（昭和22年12月26日基発572号）。
2. 通勤手当
  - 一定額が最低額として距離にかかわらず支給される場合の当該一定額は算入しなければならない（昭和23年2月20日基発297号）。
3. 別居手当
4. 子女教育手当
5. 住宅手当
  - 住宅に要する費用とは、賃貸住宅については、居住に必要な住宅（これに付随する設備等を含む）の賃借のために必要な費用、持家については、居住に必要な住宅の購入、管理等のために必要な費用をいう。費用に応じた算定とは、費用に定率を乗じた額とすることや、費用を段階的に区分し費用が増えるにしたがって額を多くすることをいうものであること。住宅に要する費用以外の費用に応じて算定される手当や、住宅に要する費用にかかわらず一律に定額で支給される手当は、本条の住宅手当に当たらない（平成11年3月31日基発170号）。
6. 臨時に支払われた賃金（支給額があらかじめ確定しているものを除く）
7. 1ヶ月を超える期間ごとに支払われる賃金

年俸制において、毎月払い部分と賞与部分とを合計して、あらかじめ年俸額が確定している場合の賞与部分は、割増賃金の基礎となる賃金に算入しなければならない（平成12年3月8日基収75号）。この場合、決定された年俸額の12分の1を月における所定労働時間数（月によって異なる場合には、1年間における1ヵ月平均所定労働時間数）で除した金額を基礎額とした割増賃金の支払いを要する。
使用者が、労働者に対し割増賃金を支払ったとすることができるか否かを判断するには、労働契約における賃金の定めにつき、それが通常の労働時間の賃金に当たる部分と割増賃金に当たる部分とに判別することができるか否かを検討した上で、そのような判別をすることができる場合に、割増賃金として支払われた金額が、通常の労働時間の賃金に相当する部分の金額を基礎として、第37条等に定められた方法により算定した割増賃金の額を下回らないか否かを検討すべきであり、上記割増賃金として支払われた金額が第37条等に定められた方法により算定した割増賃金の額を下回るときは、使用者がその差額を労働者に支払う義務を負う（高知県観光事件・最判平成6年6月13日）。通常の労働時間の賃金に当たる部分と時間外及び深夜の割増賃金に当たる部分とを判別することができないのであれば、割増賃金を支払ったことにはならない（明確区分性。テックジャパン事件・最判平成24年3月8日）。もっとも、第37条は、同条等に定められた方法により算定された額を下回らない額の割増賃金を支払うことを義務付けるにとどまり、使用者に対し、労働契約における割増賃金の定めを第37条等に定められた算定方法と同一のものとし、これに基づいて割増賃金を支払うことを義務付けるものとは解されない（国際自動車事件・最判平成29年2月28日）。つまり、計算方法それ自体については、結果として割増率以上になるのであれば、必ずしも第37条等と同一のものにする義務はない。年俸制において割増賃金をあらかじめ基本給に含めて支給する方法においては、基本給等の定めにつき、通常の労働時間の賃金にあたる賃金と割増賃金とにあたる部分とを判別できるようにすることが必要である、割増賃金にあたる部分の金額が法所定の算定による金額を下回るときは、使用者はその差額を労働者に支払う必要がある（医療法人康心会事件、最判平成29年7月7日）。
なお、時間帯ごとに時間給が異なる場合は、就業規則等に特段の定めがなければ、その超えた時間帯における時間給に対して割増を行えば良い。例えば業務の繁閑により8時〜17時（休憩1時間）の時間給が1,000円で、17時〜22時は時間給800円である場合、所定労働時間が8時〜17時の者については17時以降は原則として1日8時間超えの時間外労働となり、800円を25%割増した1,000円を支払う必要がある。結果、事実上の割り増しがない場合もある。

## 代替休暇
時間外労働が月60時間超となったために、5割以上の割増賃金を支払わなければならない労働者に対しては、労使協定の定めにより、当該労働者が代替休暇を取得したときは、その時間分の労働については割増賃金を支払わなくてもよい（第37条3項）。なお、割増賃金と代替休暇のどちらを選択するかは労働者の判断により、使用者が代替休暇の取得を強制することはできない。代替休暇を取得した日・時間については、通常の労働時間の賃金が支払われる。
労使協定には以下の事項を定めなくてはならない（施行規則第19条の2）。なおこの労使協定は行政官庁に届出る必要はない。
1. 代替休暇として与えることができる時間の時間数の算定方法
2. 代替休暇の単位（1日または半日）
3. 代替休暇を与えることができる期間（60時間超となった当該1ヶ月の末日の翌日から2ヶ月以内）

代替休暇を取得して終日出勤しなかった日は、年次有給休暇の算定基礎となる「全労働日」に含まないものとして取り扱うこととされる（平成21年5月29日基発0529001号）。

## 日本における現況
厚生労働省の「平成30年就労条件総合調査」によれば、平成30年1月1日現在、時間外労働の割増賃金率を「一律に定めている」企業の割合は82.7%であり、そのうち、時間外労働の割増賃金率を「25%」とする企業割合は93.0%、「26%以上」とする企業割合は6.1%となっている。「26%以上」とする企業割合を企業規模別にみると、企業規模が大きいほど「26%以上」とする企業割合が高い。なお、1ヶ月60時間超の時間外労働に係る割増賃金率を定めている企業割合は30.1%となっていて、そのうち時間外労働の割増賃金率を「25～49%」とする企業割合は 40.3%、「50%以上」とする企業割合は 56.2%となっている。なお、平成28年の同調査では、月60時間超の時間外労働に係る割増賃金率を定めている企業のうち、割増賃金の支払いに代えて代替休暇制度がある企業割合は20.7%となっている。
運送業では、時間外労働が長くなるほど歩合給を減らし、売り上げが同じ場合は、いくら残業しても総賃金が変わらない仕組みがあるが、2020年3月30日最高裁第一小法廷(深山卓也裁判長)は、この仕組みになっていたタクシー会社「国際自動車」(東京)の以前の賃金規則が労働基準法の定める割増賃金の趣旨に反し、支払われたとは言えないと判断した。第一小法廷は、国際自動車の規則について
本来は歩合給として支払われるべき賃金の一部を、名目だけ残業代に置き換えて支払う形になっていたと指摘。法の定める割増賃金がどの部分か判別できないとして、割増賃金に当たる額を改めて算定させるため、3件の審理を東京高裁に差し戻した。運送業界では同様の賃金規則を持つ会社があるので影響がありそうだ。

## 割増賃金の不払い・未払いに対する罰則
割増賃金は賃金の一種であり、割増賃金を支払わなければならない労働者に対して使用者は割増賃金を必ず支払わなければならず、これに反して割増賃金の支払いをしない使用者に対しては、6箇月以下の懲役又は30万円以下の罰金に処せられる（第119条）。
また、不払い分の割増賃金について本来支払われるべき日の翌日から遅延している期間の利息に相当する遅延損害金を、労働者は使用者に対して請求することができる（商法第514条、民法第404条・第419条、賃金支払確保法第6条）。
不払いの残業手当の時効は2年なので、2年分をさかのぼって請求できる。